# تام روز
تام روز (بالإنجليزية: Tam Rose)‏ هو لاعب كرة قدم أمريكية أمريكي، ولد في 5 ديسمبر 1888 في Tonawanda (town), New York ‏ في الولايات المتحدة، وتوفي بنفس المكان في 2 أكتوبر 1961.

## وصلات خارجية
- تام روز على موقع مرجع كرة القدم المحترفة.كوم (الإنجليزية)